# Kniebeuge

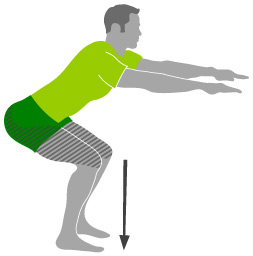
Klassische Kniebeuge

Die Kniebeuge ist eine sportliche Übung zur Kräftigung der Muskulatur, insbesondere der Oberschenkelmuskulatur. Auch andere Muskeln des Körpers wie Gesäßmuskel, Rücken- und Rumpfmuskulatur und die Wade werden insbesondere beim Einsatz von Zusatzgewichten (Hanteln) mittrainiert. Damit wirkt die Kniebeuge als eine sogenannte Muskelschlinge, und zwar als eine von der Masse der beteiligten Muskulatur her besonders große. Entgegen der weit verbreiteten Meinung schädigt sie bei richtiger Ausführung nicht das Kniegelenk, sondern hilft durch Muskelaufbau das Kniegelenk zu stabilisieren.
Das Kniebeugen ist eine der drei Disziplinen im Kraftdreikampf.

## Ausführung
Stand ist etwas mehr als schulterbreit; das Gewicht ruht gleichmäßig auf der ganzen Fußsohle (nie nur auf dem Vorfuß, eher sogar mehr auf der Ferse), kein „Knickfuß“ (Pronation). Die Fußspitzen zeigen in die gleiche Richtung wie die Knie und der Blick ist geradeaus gerichtet. Die Hantelstange liegt auf dem Trapezius (Kapuzenmuskel) und nicht auf dem 7. Halswirbel. Lendenwirbelsäule-Lordosierung („Stockerlpopo“), ganzer Rücken immer in „Bogenspannung“, auch der Bauch wird angespannt. Die Abwärtsbewegung wird mit dem Gesäß (nicht mit dem Kopf!) eingeleitet, das möglichst weit nach hinten geführt wird. Die Knie werden bewusst nach außen gedrückt und sie dürfen dabei durchaus über die Fußspitzen hinausragen (keine Valgusstellung = „X-Beine“). Die Beugung erfolgt so weit, bis das Hüftgelenk sich etwas tiefer als das Kniegelenk befindet (Oberschenkel sollen zumindest horizontal sein). Die Neigung des Oberkörpers (je nach Widerstand = Hantelgewicht) stabilisiert den Körperschwerpunkt und verhindert so ein Umkippen nach hinten. Die Aufwärtsbewegung wird mit dem Kopf (nicht mit dem Gesäß!) nach oben eingeleitet. Die Beine sind in der Endposition nicht durchgestreckt, um die Muskeln weiterhin unter Spannung zu halten und das Kniegelenk zu schonen.
Der Einsatz eines Gewichthebergürtels stabilisiert zwar die Rumpfmuskulatur und ermöglicht es somit mehr Gewicht zu bewegen, jedoch ist dies nicht uneingeschränkt zu empfehlen, da die Rumpfmuskulatur nicht gestärkt wird und das große Gewicht die Gelenke strapazieren kann.

### Tiefe
Ein Maß für die Tiefe der Ausführung einer Kniebeuge ist der Winkel zwischen der Oberseite des Oberschenkels und der Wade. Hinsichtlich des Beugewinkels unterscheidet man zwischen hoher (100–120°), halber = mittlere (80–100°) und ganzer = tiefer (60–80°) Beuge. Sowohl mit hoher als auch mit halber Kniebeuge lassen sich schwerere Lasten besser bewegen als mit der tiefen, da bei der tiefen Beuge die kniestreckende Muskulatur zunächst die ungünstigen Winkelverhältnisse überwinden muss, während bei der hohen und halben Beuge die Aufwärtsbewegung direkt von den starken hüftstreckenden Muskeln übernommen wird. Je tiefer die Kniebeuge ausgeführt wird, desto mehr Muskelfasern werden beansprucht, desto schwerer wird die technisch saubere Durchführung und desto größer auch der Kraftaufwand. Bei der tiefen Ausführung ist speziell darauf zu achten, dass die Hüfte nicht nach vorne kippt. Die Hüftbeweglichkeit kann trainiert werden, um eine technisch saubere, tiefe Kniebeuge zu ermöglichen. Der Blick ist auf einen Punkt in 2–3 Meter Entfernung auf dem Boden zu fixieren, so dass der Kopf leicht nach vorne gebeugt ist. Ein Rundrücken ist unbedingt zu vermeiden und eher ein Hohlkreuz einzunehmen. Da das Trainingsgewicht bei tieferen Kniebeugen niedriger ist, wird die Belastung für die Gelenke reduziert.

## Varianten
Wird die Kniebeuge mit einer Langhantel ausgeführt, kann diese dabei vor (Frontkniebeuge) oder hinter dem Körper aufgesetzt (Hackenschmidt-Kniebeuge) und mit den Händen gegriffen werden. Eine weitere Variante sind die Überkopfkniebeugen, bei denen die Langhantel mit gestreckten Armen über dem Kopf gehalten wird. Wird die Langhantel hinter dem Nacken auf der Schulter aufgesetzt, ist die Kraftleistung bzw. Gewichtsleistung durch zusätzlichen intensiven Einsatz der Gesäßmuskulatur am höchsten. Wird die Langhantel vor dem Körper auf der Brust abgesetzt, kann kaum aus dem Rücken abgefälscht werden, jedoch wird mehr die Streckmuskulatur (Quadrizeps) eingesetzt und weniger die Muskulatur in Art einer Muskelschlinge. Die Kraftleistung bzw. Gewichtsleistung ist etwas geringer als bei der oberen Variante, jedoch wird die korrekte Haltung des Rückens erleichtert. Es ist natürlich auch eine ganz klassische Ausführung einer Kniebeuge ohne Gewichte möglich. Der Bewegungsablauf ist größtenteils gleich und die beteiligten Muskelgruppen identisch.

### Bethaks
Bethaks, auch indische Kniebeugen genannt, unterscheiden sich von der normalen Ausführung dadurch, dass so tief wie möglich in die Hocke gegangen wird und dabei zusätzlich auf die Fußballen aufgerollt wird. Die Füße stehen in etwa schulterbreit. Hierdurch entsteht ein zusätzlicher Trainingsreiz. Aufgrund der Positionierung des Oberkörpers genau über den Beinen und der Tiefe der Kniebeuge erhöht sich aber die Belastung des Kniegelenks, so dass der Nutzen der Übung umstritten ist.

### Einbeinige Kniebeuge „Pistols“
Diese Übung verlangt ein höheres Maß an Koordination und ist sehr anstrengend.

### Bulgarische Kniebeuge
Diese Übung ist wohl als Mischform einer Kniebeuge und eines Ausfallschrittes zu sehen und eignet sich durchaus als Übergang zum Erlernen der Pistol.

## Beteiligte Muskeln
Hauptsächlich trainierte Muskulatur:
- Musculus quadriceps femoris
- Musculus erector spinae
- Ischiocrurale Muskulatur
- Musculus gluteus maximus

Ebenfalls noch beteiligt sind:
- Musculus transversus abdominis
- Musculus soleus
- Musculus gastrocnemius
- und andere

Der Weltrekord für „Sumo Squats“, also maximale Anzahl an Kniebeugen ohne Gewicht innerhalb einer Stunde, liegt bei 5135, gehalten durch Thienna Ho (Vietnam).